# Indri llanós betsileo
L'indri llanós betsileo (Avahi betsileo) és un lèmur índrid del gènere dels indris llanosos (Avahi). Viu a Madagascar, on només se'l troba al Bosc Classificat de Bemosary al districte de Fandriana, dins la província de Fianarantsoa. El seu àmbit de distribució s'estén probablement a la regió entre els rius Mangoro i Mananjary. El seu nom específic, betsileo, es refereix al poble dels betsileos, que viuen a la mateixa regió.